# Партизанський (Вілейський район)
Партизанський (біл. вёска Партызанскі) — село в складі Вілейського району Мінської області, Білорусь. Село підпорядковане Іллінській сільській раді, розташоване в північній частині області.